# Edoardo Mapelli Mozzi
Edoardo Mapelli Mozzi   (Hospital Portland, 19 de novembre de 1983) Edoardo Alessandro Mapelli Mozzi és un home de negocis britànic i comte italià. Des del seu matrimoni amb la princesa Beatriu de York, neta de la reina Elisabet II del Regne Unit, ha passat a formar part de la Família reial britànica.

## Biografia

### Vida primerenca
És fill de l'exesquiador olímpic, el comte Alessandro "Alex" Mapelli Mozzi i de Nikki Williams-Ellis (nascuda Nicola Diana Burrows). El seu padrastre era Christopher Shale, un polític conservador i empresari mort el 2011. El 2017 la seva mare es va casar amb l'escultor David Williams-Ellis. La seva mare va ser nominada a una Ordre de l'Imperi Britànic el 2016. Té una germana gran, Natalia Alice Yeomans (nascuda comtessa Natàlia Mapelli-Mozzi; 1981), I un mig germà menor, Alby Shale (nascut el 1991), del segon matrimoni de la seva mare.
Mapelli Mozzi va ser educat en el Radley College i més tard va estudiar a la Universitat d'Edimburg.

### Feina
Mapelli Mozzi va fundar la companyia de disseny d'interiors, Banda Propety, el 2007. En l'actualitat, segueix a el comandament de la companyia, la qual s'especialitza en la construcció i desenvolupament de cases de luxe. A més, és director d'altres companyies, algunes d'elles amb la seva mare i el seu cunyat Tod Yeomans.
Mapelli Mozzi està darrere de la Cricket Builds Hope, una organització que ensenya als ruandesos a jugar al cricket amb la finalitat de fomentar un canvi social al país. Aquesta organització té el seu origen en la Rwanda Cricket Stadium Foundation, fundada el 2011 pel seu padrastre, Christopher Shale, qui volia construir el primer gespa per practicar aquest esport. Després de la seva mort, es va portar a terme la seva idea i es va construir el Gahanga International Cricket Stadium. El seu mediohermano, Alby Shale, és avui en dia un dels encarregats de l'organització. Alguns dels patrons de l'organització són Jonathan Agnew, Brian Lara, Heather Knight, Ebony-Jewel Rainford-Brent, Sam Billings i Makhaya Ntini. El 2012, Mapelli-Mozzi va recórrer 100km en bicicleta de nit a Londres com a part de l'Nightrider Challenge, per així recaptar fons per a l'organització.

### Vida personal
Té un fill, Christopher Woolf, nascut el 2016, fruit de la seva relació amb el seu exprometida Dara Huang, una arquitecta i dissenyadora nord-americà d'origen xinès. La parella es va separar en 2018.
El març de 2019 va assistir a un esdeveniment per recaptar fons en la National Portrait Gallery de Londres, acompanyat per la seva actual parella, la princesa Beatriu de York, neta de la reina Isabel II del Regne Unit. La parella es coneixia des de feia anys i els seus pares, Alessandro Mapelli Mozzi i Andrés de York, havien estat amics.
El 26 de setembre de 2019 al palau de Buckingham va anunciar el seu compromís. Mapelli Mozzi li havia demanat matrimoni a principis d'aquest mes mentre estaven de vacances a la costa Amalfitana a Itàlia. Les noces havia de tenir lloc el 29 de maig de 2020 a la capella de Palau de St. James però a causa del Covid-19 aquesta va ser ajornada. Finalment, el 17 de juliol d'aquest mateix any, van contreure matrimoni en una petita cerimònia a la capella reial de Tots Sants de Royal Lodge, la residència oficial dels pares de la núvia a Windsor. A causa de la pandèmia, tan sols van assistir a la cerimònia la reina, el duc d'Edimburg i altres membres de la família reial.